# Acanthoisis flabellata
Acanthoisis flabellata is een zachte koraalsoort uit de familie Isididae. De koraalsoort komt uit het geslacht Acanthoisis. Acanthoisis flabellata werd in 1889 voor het eerst wetenschappelijk beschreven door Wright & Studer. 